# Giuseppe Caprio
Giuseppe Caprio (Lapio, 15 novembre 1914 – Roma, 15 ottobre 2005) è stato un cardinale, arcivescovo cattolico e diplomatico italiano.

## Biografia
Nacque a Lapio, piccolo centro dell'Irpinia, il 15 novembre 1914; frequentò il seminario a Benevento prima e la Pontificia Università Gregoriana a Roma poi, dove conseguì la laurea in diritto canonico. Fu ordinato sacerdote nel 1938.
Lavorò come diplomatico per la Santa Sede a Saigon, Nuova Delhi, Taipei, Bruxelles e a Nanchino; in quest'ultima città subì un periodo di domicilio coatto (1951) seguito da un'espulsione decretata dalle autorità cinesi.
Fu nominato arcivescovo da papa Giovanni XXIII nel 1961, scegliendo come motto Pax in Virtute e, dopo aver preso parte al Concilio Vaticano II, tornò in India come pro-nunzio.
Nell'aprile 1969 papa Paolo VI lo nominò segretario dell'A.P.S.A. Nel giugno 1977 divenne Sostituto alla Segreteria di Stato. Fu anche consultore della Congregazione per la Dottrina della Fede e della Congregazione per i Vescovi, oltre che della Pontificia Commissione per la revisione del Codice di Diritto Canonico.
Il 30 aprile 1979 papa Giovanni Paolo II lo nominò presidente dell'A.P.S.A., elevandolo al rango di cardinale nel concistoro del 30 giugno 1979.
Nel 1988 lo stesso papa lo nominò gran maestro dell'Ordine equestre del Santo Sepolcro di Gerusalemme, carica che ricoprì fino al 1995.
Morì il 15 ottobre 2005 all'età di 90 anni.
Le esequie si tennero il 18 ottobre alle ore 11 all'Altare della Cattedra della Basilica di San Pietro. La liturgia esequiale fu presieduta da papa Benedetto XVI. Una seconda messa funebre si tenne il giorno successivo nella chiesa parrocchiale di Santa Caterina d'Alessandria della sua nativa Lapio, dove era stato battezzato, presieduta dal cardinale Crescenzio Sepe, prefetto della Congregazione per l'evangelizzazione dei popoli. La salma fu poi tumulata nella stessa chiesa.

## Genealogia episcopale e successione apostolica
La genealogia episcopale è:
- Cardinale Scipione Rebiba
- Cardinale Giulio Antonio Santori
- Cardinale Girolamo Bernerio, O.P.
- Arcivescovo Galeazzo Sanvitale
- Cardinale Ludovico Ludovisi
- Cardinale Luigi Caetani
- Cardinale Ulderico Carpegna
- Cardinale Paluzzo Paluzzi Altieri degli Albertoni
- Papa Benedetto XIII
- Papa Benedetto XIV
- Papa Clemente XIII
- Cardinale Bernardino Giraud
- Cardinale Alessandro Mattei
- Cardinale Pietro Francesco Galleffi
- Cardinale Giacomo Filippo Fransoni
- Cardinale Andon Bedros IX Hassoun
- Arcivescovo Stepanos Bedros X Azarian
- Arcivescovo Avedis Bedros XIV Arpiarian
- Arcivescovo Sergio Der Abrahamian
- Cardinale Krikor Bedros XV Aghagianian
- Cardinale Giuseppe Caprio

La successione apostolica è:
- Vescovo Ignatius P. Lobo (1968)
- Vescovo Joseph Mahn Erie (1968)
- Arcivescovo Bruno Schettino (1987)